# Earl of Dirletoun
Earl of Dirletoun war ein erblicher britischer Adelstitel in der Peerage of Scotland.
Der Titel wurde am 27. März 1646 von König Karl I. an seinen Höfling James Maxwell, 1. Lord Innerwick, aus dem Clan Maxwell verliehen. Zusammen mit der Earlswürde wurde ihm der nachgeordnete Titel Lord Kingston and Elbottle verliehen. Bereits 1638 war ihm der fortan ebenfalls nachgeordnete Titel Lord Innerwick verliehen worden. Die Titel waren nach dessen Gütern in Haddingtonshire, nämlich Dirleton, Kingston, Elbottle und Innerwick benannt.
Der 1. Earl hinterließ mindestens zwei Töchter, jedoch keine Söhne, weshalb alle drei Titel bei seinem Tod am 19. April 1650 erloschen.

## Liste der Earls of Dirletoun (1646)
- James Maxwell, 1. Earl of Dirletoun (vor 1604–1650)